# Крмине
Крмине (серб. Крмине / Krmine) — село в общине Баня-Лука Республики Сербской Боснии и Герцеговины. Население составляет 578 человек по переписи 2013 года.

## Население

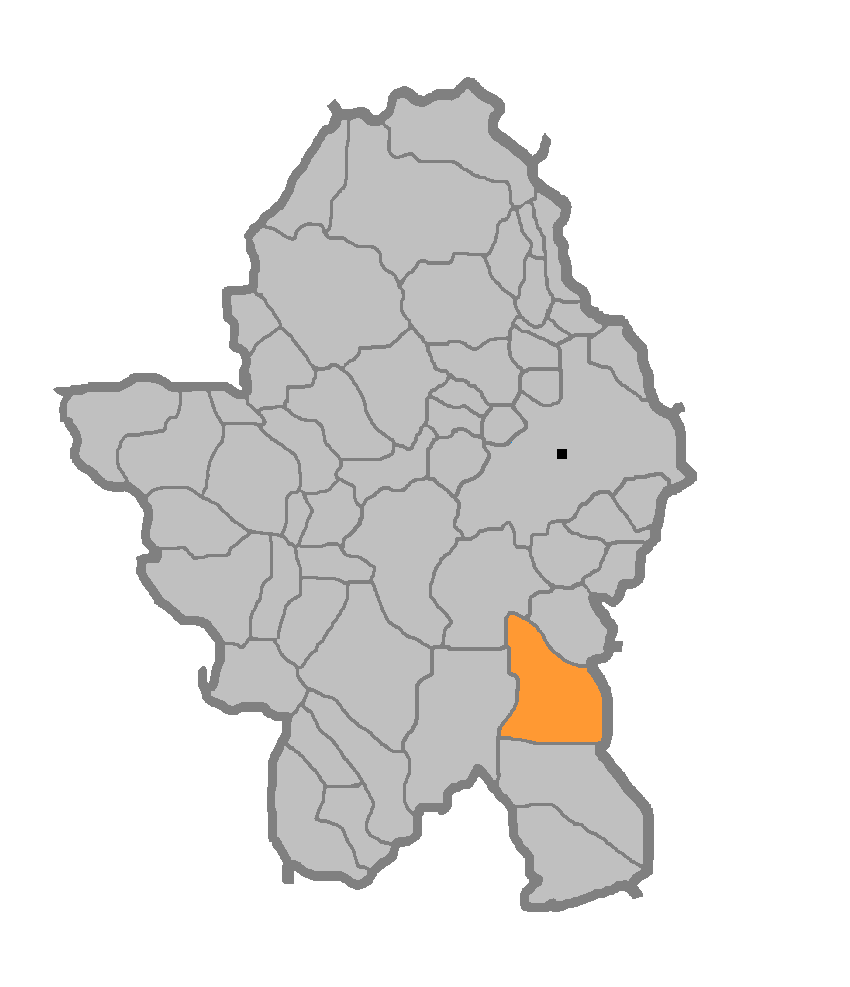
Крмине и их территория на карте общины Баня-Лука

## История
Впервые местечко упомянуто в Приездинской летописи от 1287 года в составе боснийской жупании Земляник. В 1528 году оно попало под власть Османской империи и вошло в состав нахии Змияне.

## Достопримечательности
В селе есть церковь Святого князя Лазаря.